# Cantonul Auchel
Cantonul Auchel este un canton din arondismentul Béthune, departamentul Pas-de-Calais, regiunea Nord-Pas-de-Calais, Franța.

## Comune
| Comune           | Populație (1999) | Cod poștal | Cod INSEE |
| ---------------- | ---------------- | ---------- | --------- |
| Ames             | 518              | 62190      | 62028     |
| Amettes          | 474              | 62260      | 62029     |
| Auchel           | 11.392           | 62260      | 62048     |
| Burbure          | 2.840            | 62151      | 62188     |
| Cauchy-à-la-Tour | 2.856            | 62260      | 62217     |
| Ecquedecques     | 407              | 62190      | 62286     |
| Ferfay           | 880              | 62260      | 62328     |
| Lespesses        | 401              | 62190      | 62500     |
| Lières           | 279              | 62190      | 62508     |
| Lozinghem        | 1.032            | 62540      | 62532     |